# Emoia
Emoia – rodzaj jaszczurek z podrodziny Lygosominae w obrębie rodziny scynkowatych (Scincidae).

## Rozmieszczenie geograficzne
Rodzaj obejmuje gatunki występujące w Azji Południowo-Wschodniej, północno-wschodniej Australii i na wyspach Oceanii.

## Systematyka
Rodzaj zdefiniował w 1845 roku angielski zoolog John Edward Gray w publikacji własnego autorstwa poświęconej spisowi katalogowemu kolekcji płazów i gadów ze zbiorów Muzeum Brytyjskiego. Gatunkiem typowym jest E. atrocostata. Wcześniejsza nazwa – Eusoma – którą ukuł w 1843 roku austriacki przyrodnik Leopold Fitzinger, okazała się młodszym homonimem rodzaju chrząszczy opisanego w 1817 roku.

### Etymologia
- Eusoma: gr. ευ eu ‘dobry, ładny, typowy’[5]; σωμα sōma, σωματος sōmatos ‘ciało’[6]. Gatunek typowy: Gongylus (Eumeces) lessonii Duméril & Bibron, 1839 (= Scincus cyanurus Lesson, 1830).
- Emoia: J.E. Gray nie wyjaśnił etymologii nazwy rodzajowej[1]; prawdopodobnie bez znaczenia[7].

### Podział systematyczny
Do rodzaju należą następujące gatunki:

- Emoia adspersa (Steindachner, 1870)
- Emoia aenea Brown & Parker, 1985
- Emoia aneityumensis Medway, 1974
- Emoia arnoensis Brown & Marshall, 1953
- Emoia atrocostata (Lesson, 1830)
- Emoia aurulenta Brown & Parker, 1985
- Emoia battersbyi (Procter, 1923)
- Emoia baudini (Duméril & Bibron, 1839)
- Emoia beryllion Kraus, 2018
- Emoia bismarckensis Brown, 1983
- Emoia boettgeri (Sternfeld, 1918)
- Emoia bogerti Brown, 1953
- Emoia brongersmai Brown, 1991
- Emoia caeruleocauda (De Vis, 1892)
- Emoia callisticta (Peters & Doria, 1878)
- Emoia campbelli Brown & Gibbons, 1986
- Emoia coggeri Brown, 1991
- Emoia concolor (Duméril, 1851)
- Emoia cyanogaster (Lesson, 1830)
- Emoia cyanura (Lesson, 1830)
- Emoia cyclops Brown, 1991
- Emoia digul Brown, 1991
- Emoia erronan Brown, 1991
- Emoia flavigularis Schmidt, 1932
- Emoia guttata Brown & Allison, 1986
- Emoia impar (Werner, 1898)
- Emoia irianensis Brown, 1991
- Emoia isolata Brown, 1991
- Emoia jakati (Kopstein, 1926)
- Emoia jamur Brown, 1991
- Emoia kitcheneri How, Durrant, Smith & Saleh, 1998
- Emoia klossi (Boulenger, 1914)
- Emoia kordoana (Meyer, 1874)
- Emoia kuekenthali (Boettger, 1895)
- Emoia laobaoense Bourret, 1937
- Emoia lawesii (Günther, 1874)
- Emoia longicauda (Macleay, 1877)
- Emoia loveridgei Brown, 1953
- Emoia loyaltiensis (Roux, 1913)
- Emoia maculata Brown, 1954
- Emoia maxima Brown, 1953
- Emoia mivarti (Boulenger, 1887)
- Emoia mokolahi Zug, Ineich, Pregill & Hamilton, 2012
- Emoia mokosariniveikau Zug & Ineich, 1995
- Emoia montana Brown, 1991
- Emoia nativitatis (Boulenger, 1887)
- Emoia nigra (Jacquinot & Guichenot, 1853)
- Emoia nigromarginata (Roux, 1913)
- Emoia obscura (de Jong, 1927)
- Emoia oribata Brown, 1953
- Emoia oriva Zug, 2012
- Emoia pallidiceps (De Vis, 1890)
- Emoia paniai Brown, 1991
- Emoia parkeri Brown, Pernetta & Watling, 1980
- Emoia physicae (Duméril & Bibron, 1839)
- Emoia physicina Brown & Parker, 1985
- Emoia ponapea Kiester, 1982
- Emoia popei Brown, 1953
- Emoia pseudocyanura Brown, 1991
- Emoia pseudopallidiceps Brown, 1991
- Emoia reimschiisseli Tanner, 1950
- Emoia rennellensis Brown, 1991
- Emoia ruficauda Taylor, 1915
- Emoia rufilabialis McCoy & Webber, 1984
- Emoia samoensis (Duméril, 1851)
- Emoia sanfordi Schmidt & Burt, 1930
- Emoia schmidti Brown, 1954
- Emoia similis Dunn, 1927
- Emoia slevini Brown & Falanruw, 1972
- Emoia sorex (Boettger, 1895)
- Emoia submetallica (Macleay, 1877)
- Emoia taumakoensis McCoy & Webber, 1984
- Emoia tetrataenia (Boulenger, 1895)
- Emoia tongana (Werner, 1899)
- Emoia tropidolepis (Boulenger, 1914)
- Emoia trossula Brown & Gibbons, 1986
- Emoia tuitarere Zug, Hamilton & Austin, 2011
- Emoia veracunda Brown, 1953